# Bo Teddy Ladberg
Bo Teddy Ladberg, född 1 mars 1920 i Stockholm, död 6 juli 1977 i Sofia församling i Stockholm, var en svensk journalist, programledare och musikradioproducent.
Ladberg studerade vid Uppsala universitet 1940–1944 och var anställd vid Radiotjänst/Sveriges Radio från 1946 till sin bortgång 1977. Han var programledare för televisionens Tiotusenkronorsfrågan 1966 och för Kvällsöppet 1971. Han var även ordförande i Stockholms schackförbund 1966–1969. Ladberg är gravsatt i minneslunden på Skogskyrkogården i Stockholm.

## Biografi

### Tidiga år
Ladberg studerade humaniora vid Uppsala universitet 1940–1944 och arbetade sedan som radiorecensent i tidningen Ny Dag, huvudorgan för Sveriges kommunistiska parti. Han var också aktiv i partiet. Trots att Ladberg som recensent kunde vara en skarp kritiker av Radiotjänst anställdes han själv på radion 1946. Han gjorde kultur- och socialreportage, medverkade i ungdomsprogrammen och som presentatör, hallåman. Dessutom arbetade han på programtidningen Röster i Radio.
”[Ladberg] gjorde en hel del större reportageserier och med lågmäld upprördhet lät han oss lyssna till röster av människor ur grupper som aldrig tidigare funnit den smala stigen till mikrofonen …” (Maud Reuterswärd)

### Kommunist
I oktober 1952 blev Ladberg avstängd från programverksamheten på grund av sin politiska inställning. Han hade aldrig gjort någon hemlighet av att han var kommunist. Radiochefen Elof Ehnmark skrev till Ladberg ”att Du tills vidare inte skall användas i hallåtjänst på grund av den politiska inställning Du uppgivit Dig intaga”. Beslutet kom att gälla all programverksamhet. Det har aldrig blivit fastställt exakt vad som föranledde beslutet, men det fanns en misstänksamhet i samhället mot kommunister. Redan när Gunnar Helén, senare ledare för Folkpartiet, anställde Ladberg för att göra ungdomsprogram var det ”… åtskilliga som rynkade på näsan åt att en tvättäkta och partiansluten kommunist skulle få verka i den nationella radion”. Säkerhetspolisen intresserade sig för Ladberg från slutet av andra världskriget till långt in på 1960-talet och försvarsdepartementet uttryckte oro. Den blivande ledaren för Högerpartiet, Gunnar Heckscher, hade redan 1948 i ett brev skrivit att det ”måste bland annat ur kuppberedskap tillses, att han inte får tillfälle att syssla med programverksamheten”.
I stället för att göra radioprogram fick Ladberg arbeta på Röster i Radio.

### Musik
1958 fick Ladberg åter göra program, nu knuten till musikradion. Säsongen 1958 startade Önskekonserten med Ladberg som programvärd. 1962 gjorde han Lilla musikskolan tillsammans med Sten Broman, tolv program där ”Bromans yviga framtoning kompletteras på ett utmärkt sätt av Ladbergs elegant underskruvade kommentarer”. På 1970-talet gjorde han serien Vad vill ni höra ikväll? där lyssnarna fick ringa in och önska musik. Programmen tillhör musikradions genom tiderna populäraste. Omkring 2 000 lyssnare ringde varje gång till programmet och de båda sista programmen hördes av cirka 200 000 lyssnare. 1975 turnerade programmet i folkparkerna. Utöver dessa och många andra program skrev Ladberg tidnings- och tidskriftsartiklar om musik.
”Jag kommer ihåg hur det var när jag var liten och hörde Bo Teddy Ladberg presentera musik i P2 i slutet av 60-talet och början av 70-talet. Den distinkta stämman, på en gång passionerad och reserverad: man förstod omedelbart att han menade någonting med orden” (Magnus Haglund)

### TV
Från och med 1966 gjorde Ladberg även programserier för televisionen. Först ut var aktualitetsmagasinet Musikhorisont. 1967 fick han leda Tiotusenkronorsfrågan. Han var då fortfarande så kontroversiell att valet av programledare föranledde Säpo att informera rikspolischefen Carl Persson om innehållet i Säpos akt om Ladberg. 1968 var han värd för Timmen, ett program som blandade samtal om kultur och samhälle med underhållning och som följdes av Kvällsöppet.

### Schack
Bo Teddy Ladberg hade ett starkt intresse för schack. Han var ordförande i Stockholms schackförbund 1966-1969 och gjorde tv-program om schack. Han drev också en framgångsrik kampanj för att schackspelaren Ulf Andersson skulle beviljas statlig inkomstgaranti för konstnärer, "konstnärslön".